# Good as Gold (livro)

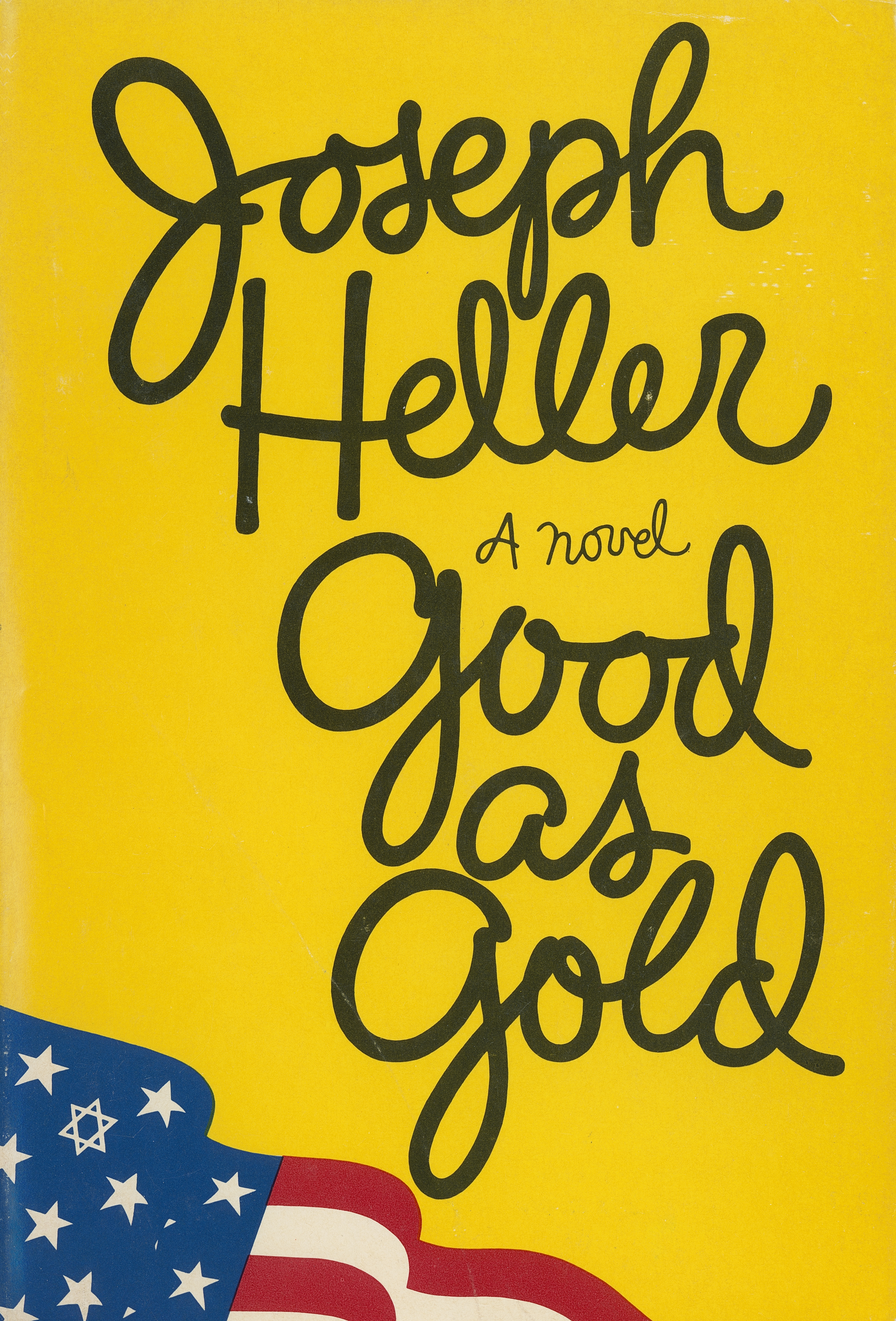
Capa do livro

Good as Gold (Gold vale ouro no Brasil) é um romance de Joseph Heller lançado em 1979.

## Sinopse
Bruce Gold, um professor de inglês de meia-idade e autor de vários artigos obscuros em jornais pequenos, morador de Manhattan, ganha uma chance de fazer fortuna, fama e sucesso em Washington como o "primeiro judeu" Secretário de Estado dos EUA. Mas ele deverá enfrentar as consequências disso, como a separação de sua esposa e o isolamento de sua família, uma ideia que o aflige e alivia ao mesmo tempo. Além disso, ele é encarado com a tarefa de escrever sobre a experiência judaica na América, mas não tem certeza se a viveu ou se tem ideia do que é isso, sem saber que invariavelmente acabará descrevendo sua própria vida.

## Significância literária e críticas
O romance foi bem recebido por fãs e críticos em geral, sendo visto como um retorno ao estilo satírico e ao jogo de palavras estabelecido por Heller em Catch-22 e abandonado em prol do sarcasmo amargo e de uma história sombria em Something Happened. É um livro muito mais leve que o anterior, com um final ligeiramente mais feliz para seu protagonista, enquanto seu predecessor trata sobre a perda de otimismo e esperança. Tendo falado em seu estilo peculiar sobre o exército em Catch-22 e sobre o corporacionismo em Something Happened, em Good as Gold Heller trata de maneira semelhante o governo estadunidense.